# Нуньес, Рафаэль (футболист)
Рафаэ́ль Леона́рдо Ну́ньес Ма́та (исп. Rafael Leonardo Núñez Mata; род. 25 января 2002, Бонао, Доминиканская Республика) — доминиканский футболист, вингер клуба «Эльче» и сборной Доминиканской Республики. Участник Олимпийских игр 2024 в Париже. 

## Клубная карьера
Нуньес — воспитанник клубов «Райо Вальекано» и «Атлетико Мадрид». В 2021 году игрок был включён в заявку дубля последних на сезон. Летом того же года Рафаэль на правах аренды перешёл в канадский «Атлетико Оттава». 26 июня в матче против «Эдмонтона» он дебютировал в канадской Премьер-лиге. В сезоне 2022/2023 игрок выступал за «дубль» «Альмерии». Летом 2023 года Нуньес перешёл в «Эльче», где начал выступать за дублирующий состав. В 2024 году в матче против «Алькоркона» он дебютировал в Сегунде. 

## Карьера в сборной
3 июня 2022 года в Лиге наций КОНКАКАФ против сборной Белиза Нуньес дебютировал за сборную Доминиканской Республики. 12 июня 2024 года в отборочном поединке чемпионата мира 2026 против сборной Британских Виргинских Островов Рафаэль сделал «дубль», забив свои первые голы за национальную команду. 
В 2024 году Нуньес в составе олимпийской сборной Доминиканской Республики принял участие в Олимпийских играх в Париже. На турнире он сыграл в матчах против команд Египта, Испании и Узбекистана.

### Голы за сборную Исландии
| № | Дата         | Место                                                          | Противник                     | Счёт | Результат | Соревнование                     |
| - | ------------ | -------------------------------------------------------------- | ----------------------------- | ---- | --------- | -------------------------------- |
| 1 | 12 июня 2024 | Эстадио Панамерикано, Сан-Кристобаль, Доминиканская Республика | Британские Виргинские острова | 1:0  | 4:0       | Чемпионат мира 2026 квалификация |
| 2 | 12 июня 2024 | Эстадио Панамерикано, Сан-Кристобаль, Доминиканская Республика | Британские Виргинские острова | 3:0  | 4:0       | Чемпионат мира 2026 квалификация |